# Sons (film, 2024)
 (février 2024).
Si vous disposez d'ouvrages ou d'articles de référence ou si vous connaissez des sites web de qualité traitant du thème abordé ici, merci de compléter l'article en donnant les références utiles à sa vérifiabilité et en les liant à la section « Notes et références ».
Pour plus de détails, voir Fiche technique et Distribution.
Sons (Vogter) est un film danois réalisé par Gustav Möller, sorti en 2024.
Le film est un thriller oppressant, se passe dans le milieu carcéral, et a pour thème la vengeance et le pardon.

## Synopsis
Le sens moral d'Eva, une gardienne de prison exemplaire et idéaliste, est bousculé quand Mikkel, un jeune détenu qu'elle a connu par le passé, est transféré dans sa prison. Pour s'approcher du jeune homme, Eva demande à être mutée dans son unité, la plus dangereuse de la prison.

## Fiche technique
Sauf indication contraire, les informations mentionnées dans cette section peuvent être confirmées par la base de données cinématographiques IMDb,  présente dans la section « Liens externes ».
- Titre original : Vogter
- Réalisation : Gustav Möller
- Scénario : Gustav Möller et Emil Nygaard Albertsen
- Musique : Jon Ekstrand
- Photographie : Jasper Spanning
- Montage : Rasmus Stensgaard Madsen
- Société de distribution : Les Films du losange
- Pays de production :  Danemark
- Format : Couleurs - Dolby
- Genre : drame, thriller
- Durée : 100 minutes
- Dates de sortie :
  - Allemagne : 22 février 2024 (Berlinale 2024)
  - France : 10 juillet 2024
  - Danemark : 12 septembre 2024

## Distribution
- Sidse Babett Knudsen : Eva
- Sebastian Bull : Mikkel
- Dar Salim : Rami
- Marina Bouras : Helle

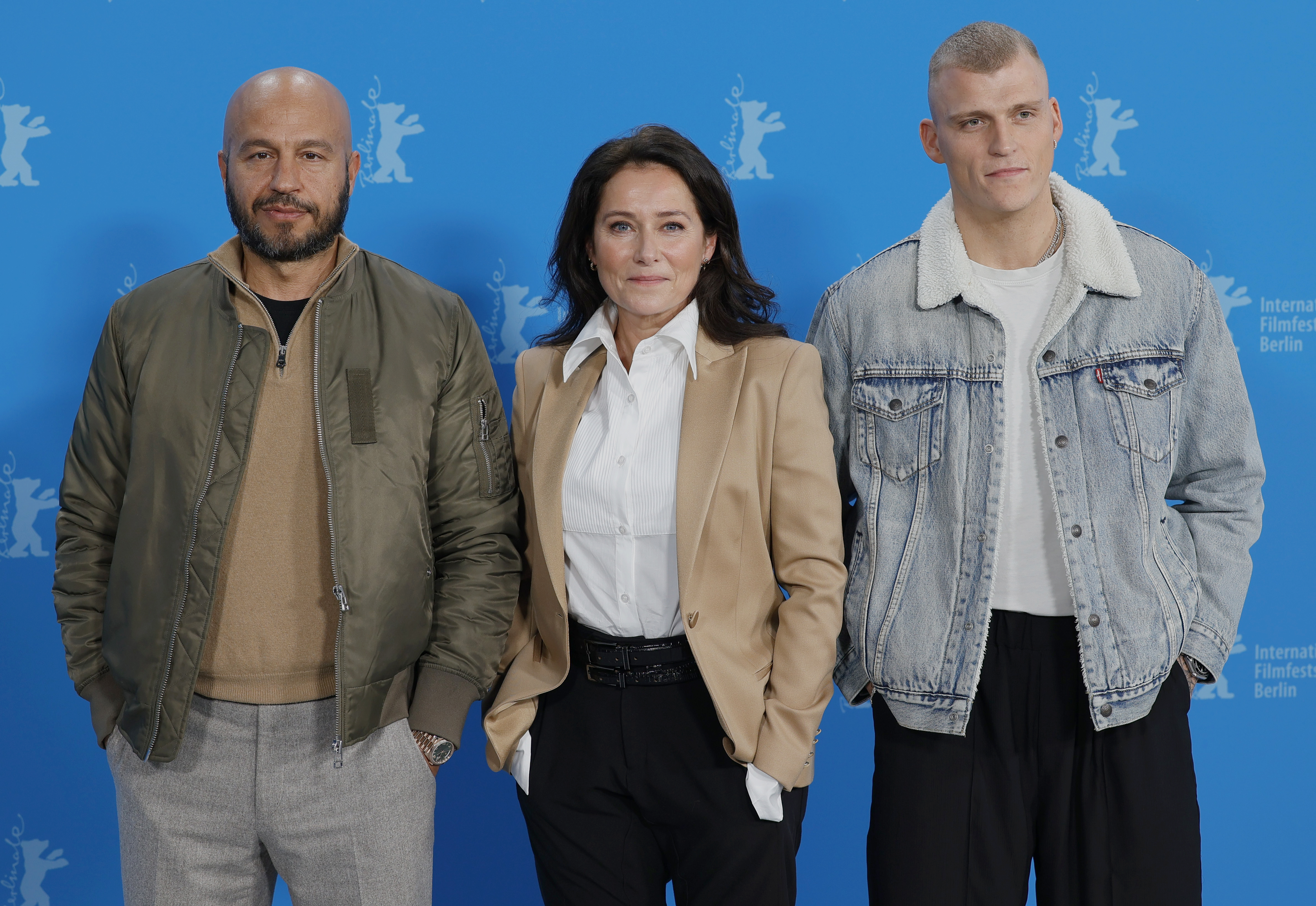
Lors de la Berlinale.

- Olaf Johannessen : Chef de département
- Jacob Lohmann : Le prêtre

## À noter
- Le tournage s'est notamment déroulé dans l'ancienne prison de Vridsløselille (en), située près de Copenhague et désaffectée depuis 2018[1].
- Gustav Möller pose la question du rôle de la prison dans notre société : « Nous n'avons toujours pas décidé du modèle de prisons qu'on veut mettre en place et, par extension, de notre modèle de société. Sommes-nous des êtres rationnels ou émotionnels ? Croyons-nous au pardon et à la réinsertion ? Ou préférons-nous la vengeance et la punition ? À l'heure actuelle, le système judiciaire tente de satisfaire ces deux approches, même si elles sont en totale contradiction »[2].
- Le titre original danois, Vogter, signifie Gardien(ne), alors que le titre international retenu, Sons, signifie Fils.

### Accueil critique
En France, le site Allociné propose une moyenne de 3,4⁄5, d'après l'interprétation de 23 critiques de presse.

## Récompenses et distinctions

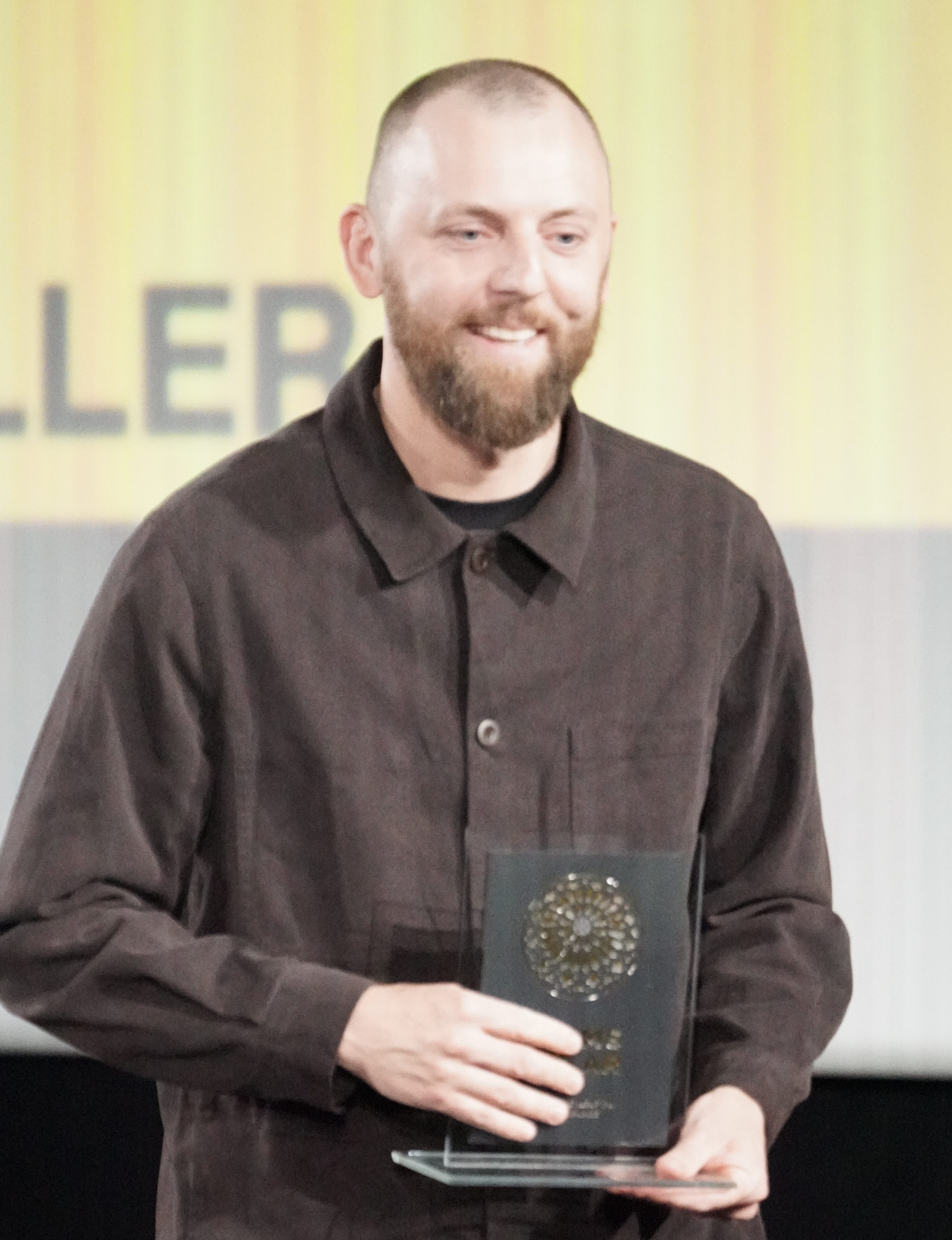
Gustav Möller recevant le prix des jeunes lors de Reims Polar 2024.

### Sélections
- Berlinale 2024 : sélection officielle, en compétition

### Récompenses
- Prix « Sang neuf » au 4e Festival du film policier de Reims[2].